# Симанята
Симанята (рос. Симанята) — присілок в Верхнєландеховському районі Івановської області Російської Федерації.
Населення становить 3 особи. Входить до складу муніципального утворення Верхнєландеховське міське поселення.

## Історія
Від 2005 року входить до складу муніципального утворення Верхнєландеховське міське поселення.

## Населення
| 1905 | 2010 |
| ---- | ---- |
| 40   | ↘3   |